# Associazione Sportiva Melfi 2008-2009
Questa pagina raccoglie le informazioni riguardanti l'Associazione Sportiva Melfi nelle competizioni ufficiali della stagione 2008-2009.

## Rosa
| N. |                   | Ruolo | Calciatore           |  |
| -- | ----------------- | ----- | -------------------- |  |
|    | Italia (bandiera) | C     | Gianluca Bacchiocchi |  |
|    | Italia (bandiera) | D     | Fabio Bizzarri       |  |
|    | Italia (bandiera) | C     | Simone Caciagli      |  |
|    | Italia (bandiera) | D     | Ferdinando Castaldo  |  |
|    | Italia (bandiera) | A     | Gianluca De Angelis  |  |
|    | Italia (bandiera) | D     | Mattia Ferrato       |  |
|    | Italia (bandiera) | D     | Simone Frasca        |  |
|    | Italia (bandiera) | C     | Nicola Fumai         |  |
|    | Italia (bandiera) | A     | Marco Fummo          |  |
|    | Italia (bandiera) | D     | Emanuele Gabrieli    |  |
|    | Italia (bandiera) | D     | Nello Gambi          |  |
|    | Italia (bandiera) | C     | Gennaro Gilfone      |  |
|    | Italia (bandiera) | C     | Tullio Maio          |  |
|    | Italia (bandiera) | C     | Vincenzo Maisto      |  |

| N. |                   | Ruolo | Calciatore           |
| -- | ----------------- | ----- | -------------------- |
|    | Italia (bandiera) | A     | Matteo Merini        |
|    | Italia (bandiera) | P     | Giorgio Merlano      |
|    | Italia (bandiera) | C     | Damiano Mitra        |
|    | Italia (bandiera) | A     | Marco Pellicoro      |
|    | Italia (bandiera) | A     | Davide Petagine      |
|    | Italia (bandiera) | P     | Simone Pettinari     |
|    | Italia (bandiera) | D     | Mauro Rizzo          |
|    | Italia (bandiera) | P     | Francesco Russo      |
|    | Italia (bandiera) | C     | Giovanni Scappattini |
|    | Italia (bandiera) | C     | Claudio Sciannamè    |
|    | Italia (bandiera) | D     | Andrea Stucchi       |
|    | Italia (bandiera) | A     | Giovanni Torre       |
|    | Italia (bandiera) | A     | Marco Tufano         |